# Szentpétervár történelmi központja
Szentpétervár történelmi központja az a viszonylag kis terület a Néva deltájának partján, amely körül a nagyváros kialakult, ahol létrejöttek alapvető létesítményei és intézményei, fennmaradtak meghatározó történelmi és építészeti emlékei. Viszonylag egységes arculatát, építészeti örökségét a barokk és a klasszicista épületcsoportok, az általuk határolt tágas terek, kiépített rakpartok, csatornák és hidak sokasága jellemzi. Szentpétervár történelmi központját a város környékének más műemlékeivel együtt 1990-ben felvették az UNESCO világörökség listájára.

## A várossá alakulás kezdetei
Szentpétervár a Finn-öböl partján, a Néva-folyó deltájára épült, ahol a folyó két nagy és sok kis ágra bomlik. Amikor 1703-ban elkezdték építeni a Péter-Pál-erőd földsáncait egy hadászatilag fontos szigeten, még javában folyt Oroszország és Svédország között a háború. Egy évvel később a déli ág, a Nagy-Néva bal partján hozzákezdtek az Admiralitás építéséhez, melyet szintén sáncok és árkok védtek, mert dokkjaiban gyors ütemben készítették a flotta hadihajóit. A folyón följebb, a mai Szmolnij helyén szurokraktár volt a hadiflotta számára (az orosz szmola jelentése: "szurok"). A svédek felett 1709-ben Poltavánál aratott győzelem után kezdődött el a település kialakítása.
A várost alapító I. Péter cár Nyugat-Európából hívott építészeket, közben orosz fiatalokat küldött nyugatra tanulni. 1706 táján érkezett Domenico Trezzini (1670 körül–1734), aki részt vett a Péter-Pál-erőd építésében. Ő építette többek között I. Péter Nyári palotáját a Néva bal partján, az 1710-ben alapított Alekszandr Nyevszkij-kolostor első épületeit és elkészítette az első rendezési tervet is. J. B. Le Blond francia építész 1716-ban kapcsolódott be a munkába. A leendő település központját a két nagy folyóág között fekvő Vaszilij-szigeten tervezték létrehozni. Ekkor kezdtek hozzá a szigeten, a Nagy-Néva jobb partján az első orosz állami múzeum, a Kunsztkamera építéséhez (1718-1734) és Trezzini irányításával az ún. Tizenkét kollégium (kormányzati hivatalok) épületcsoportjának kialakításához (1722-1742), melyben 1819 óta az egyetem működik. 1710-1716 között emelték a partszakasz ma is legszebb épületét, a barokk stílusú Mensikov-palotát (G. Fontana és G. Schedel).
Az árvízveszélynek kitett sziget azonban nem volt alkalmas városközpontnak, helyette fokozatosan a Néva bal oldali, déli partja kezdett kiépülni. A városszerkezet kialakításában az Admiralitás tömbje volt a meghatározó. Innen sugárszerűen indult ki két főútvonal: a Novgorod felé vezető út (későbbi nevén: Voznyeszenszkij sugárút) és a közeli Alekszandr Nyevszkij-kolostorhoz, illetve Moszkva felé vezető Nyevszkij proszpekt (Névai sugárút).
Az 1737-es tűzvészben a faházak java leégett, ezért bizottságot hoztak létre az építkezések központi szabályozására. 25 évvel később már a kőből való építkezést szorgalmazták és meghatározták annak fő szempontjait. Kijelölték egy harmadik "sugár", a Gorohovaja utca irányvonalát és a három sugárutat összekötő, félkörívet alkotó Szadovaja körutat. Ez a világos, áttekinthető utcaszerkezet később mintául szolgált más orosz városok rendezési terveihez. Megszabták, hogy az utak egyenesek, a terek mértanilag kimértek legyenek, előírták, hogy a házak homlokzatukkal az utca vonalában álljanak; a terjeszkedő városra az egységes elképzelés, a célszerűség nyomta rá bélyegét. Mindez sokkal inkább hasonlított egyes fejlett nyugati városokra, mint az ősi orosz városok kusza, falak közé zárt, középkorias világára.

## 18. század második fele
I. Péter idejéből kevés alkotás maradt fenn változatlan formában. Az 1730-as években az Admiralitást Ivan Korobov (1700-1740) tervei alapján átalakították, és ekkor épült ki kőből a Péter-Pál-erőd, közepén a katedrális magasra nyúló, tű alakú tornyával. Kb. a 18. század közepétől számított száz év alatt jöttek létre azután a történelmi városközpont meghatározó palotaegyüttesei és terei.

### Francesco Bartolomeo Rastrelli
A 18. század második felében a pétervári barokk (vagy orosz barokk) legnevesebb képviselője Francesco Bartolomeo Rastrelli (1700–1771) volt. Szobrász apja, Carlo Bartolomeo Rastrelli még I. Péter cár idején érkezett a városba. Rastrelli munkái többek között:
- A sorrendben harmadik Nyári palota (1741–1744) a korábbi kettőhöz hasonlóan nem maradt fenn. A század végén lebontották, helyén V. Brenna tervei alapján I. Pál részére emeltek kastélyt, falai között később a Hadmérnöki Akadémia működött, ezért Mérnöki kastélynak is nevezték.Az Ermitázs egyik folyosója

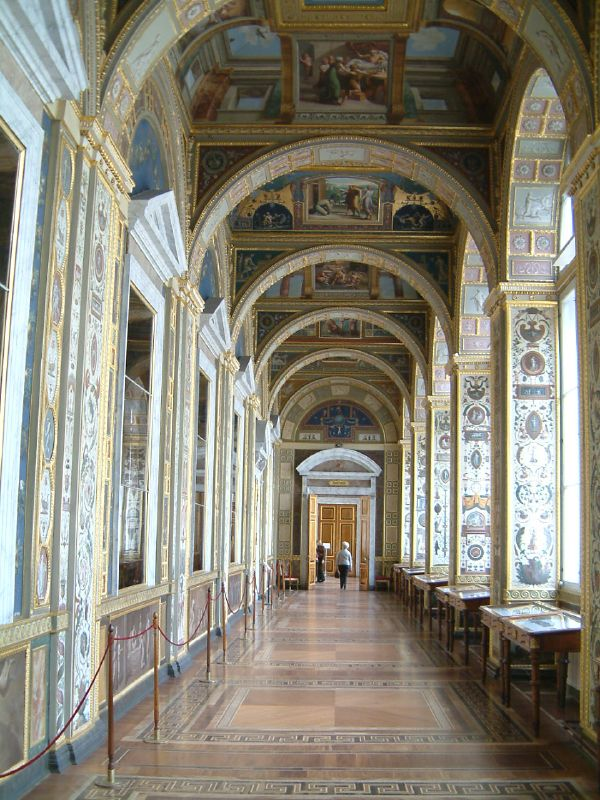
Az Ermitázs egyik folyosója

- A Sztroganov-palota (1752-1754) a Nyevszkij sugárúton.
- A Szmolnij-kolostor együttese (1748-tól). A Néva nagy kanyarjában emelt barokk kolostort Erzsébet cárnő építtette a leégett nyári palota helyén és cári rezidenciájának szánta, de az építkezés befejezését már nem érte meg. A kolostor és temploma mellett épült fel később (1805-1808) Giacomo Quarenghi tervei alapján a Szmolnij Intézet kora-klasszicista, de Rastrelli épületeivel harmonizáló palotája.
- Rastrellinek köszönheti Szentpétervár az egyik leghíresebb épületét, a Néva partján álló Téli palotát (1754-1762). A kívül-belül gazdagon díszített, fényűző palota volt 1762-től a cárok rezidenciája. Az egyes cárok kívánalmai szerint külső formáját és belső tereit is többször átalakították; 1837 végén kiégett, 1839 tavaszára azonban már helyreállították. A szovjet időszakban az Ermitázs múzeumának központi épülete lett. A mai múzeum további három épülete a Néva-parton:
  - a Kis Ermitázs (1764-1775), Vallin de la Mothe korai klasszicista épületét a 19. század közepén átalakították,
  - a Régi Ermitázs (1771-1787), I. M. Veldten alkotása, melyhez az 1840-es években hozzáépítették az Új Ermitázst,
  - a cári színház épülete (1783-1787), tervezője Giacomo Quarenghi.

### Az 1780-as évek
Szentpétervár építészetében az 1780-as évek jelentették az átmenetet a barokkból a tiszta és egyszerű kompozíciós formákat előnyben részesítő klasszicista stílushoz. A korszak nevesebb építészei többek között Antonio Rinaldi (1710–1794), Ivan Sztaszov (1745–1808) és Giacomo Quarenghi (1744–1817).
- A Márványpalota (1768–1785) az Ermitázs-épületek mellett, a Néva bal partján áll. II. Katalin építtette kegyence, Grigorij Orlov számára, aki azonban az építkezés befejezése előtt meghalt, a palota így a cári család tagjainak egyik rezidenciája lett. A kora-klasszicista palota belső tereit sokféle színű és erezetű márványlapokkal burkolták, ezért nevezték Márványpalotának. Antonio Rinaldi épülete átmenet a barokk és a korai klasszicizmius között, ezt tartják legszebb pétervári alkotásának. Rinaldi tervezte Oranienbaum és Gatcsina kastélyait is. A Márványpalota a szovjet időszakban, 1937-től a Lenin Múzeum kiállítóhelye lett.
- A Taurisz-palota (1783–1789) klasszicista épületét Ivan Sztaszov tervezte. A Krím-félsziget (az ókori Taurisz) elfoglalása után fővezérének és kegyencének, Patyomkin hercegnek építtette II. Katalin. Halála után I. Pál kaszárnyát rendeztetett be a palotában, később a cári családé lett. 1906-tól az Állami Duma ülésezett termeiben, a második világháború utáni években szovjet pártfőiskolának használták.
- A Kereskedőudvar (1761-1785). A Nyevszkij sugárúton hosszan elnyúló, árkádos üzletsort J.-B. Michel Vallin de la Mothe (1729-1800) tervei alapján építették. A sok kis fabódé helyén emelt hatalmas épülettömböt a 19. század közepén átépítették, akkor kapta mai arculatát.
- A Vaszilij-sziget déli partján ebben az időszakban készült el a Művészeti Akadémia klasszicista stílusú palotája a zárt belső udvarral (1764-1788, Alekszandr Kokorinov); és a Tudományos Akadémia épülete (1783-1789), Giacomo Quarenghi alkotása. Quarenghi  műve többek között  Carszkoje Szelóban a híres Sándor-palota is.
- A Nyevszkij proszpekt végén, a Néva partján fekszik az Alekszandr Nyevszkij-kolostor, mely sokáig Oroszország egyik vezető kolostora volt. Központi templomai, a még I. Péter idején emelt Angyali Üdvözlet-templom (1711-1722) és a klasszicista stílusú Szentháromság-katedrális(wd) (1778-1790), Ivan Jegorovics Sztarov(wd) alkotása. Nekropoliszában nyugszik a város több neves építésze, köztük Sztarov, a katedrális építője is.

## A 19. század első fele
A 19. század első felének építészetében Szentpéterváron is a klasszicista stílus lett az uralkodó. Ez a stílus különösen alkalmas a heroikus témák építészeti megfogalmazására. A témát különösen aktuálissá tette, hogy Napóleon legyőzésével az Orosz Birodalom Európa egyik vezető hatalma lett. Ennek a korszaknak meghatározó építész-egyénisége Carlo (Karl) Rossi (1775–1849) volt.
- A Vasziljevszkij-sziget csúcsán 1805-1810 között emelt, (de csak 1816-ban megnyitott) Tőzsdepalota a korszak jellegzetes klasszicista alkotása.  Oszlopokkal körülvett, görög templomokat utánzó tömbjét Jean Thomas de Thomon tervezte, előtte kissé megemelt, gránitlapokkal burkolt rakpartot alakított ki. Az egykori kikötő helye a korábban megépült híddal együtt a történelmi városmag egyik központja lett és kapcsolatot teremtett a Néva két partja között. 1940-től az épületben Haditengerészeti Múzeum működött.
- A Tőzsdepalotával egy időben készült és szintén az antik templomokra emlékeztet a Dekabristák terén Giacomo Quarenghi által emelt egykori Lovarda épülete (1804-1807).
- A Kazanyi-székesegyház (1801–1811) Andrej Voronyihin (1759–1814) alkotása. Félkörívet alkotó kettős oszlopsorával a Nyevszkij sugárút egyik legnagyobb hatású épülete. A szovjet időszakban ún. ateista múzeumot rendeztek be benne.
- Az Admiralitás ebben az időben (1806–1823) kapta azt a jellegzetes formáját, amely ma is látható. Átépítését Andrejan Zaharov tervezte meg, de halála miatt (1761–1811) az épületcsoport jórészt mások irányításával készült el. Belül meghagyták a hajóépítő dokkokat, de az épület körül elbontották a régi sáncok, árkok maradványait. A külső épületrészekben a Tengerészeti Minisztérium rendezkedett be. Ezzel az építkezéssel kezdődött az Admiralitás körüli nagy, üres terek beépítése.

### Carlo Rossi
A történelmi negyed központi részét ma is három, egymáshoz kapcsolódó nagy tér alkotja. Mindhárom: a Palota tér, az Izsák tér és a Dekabristák tere (vagy Szenátus tér) mai formájában az 1815 utáni években alakult ki, és a Napóleont legyőző Orosz Birodalom nagyságát volt hivatott kifejezni.

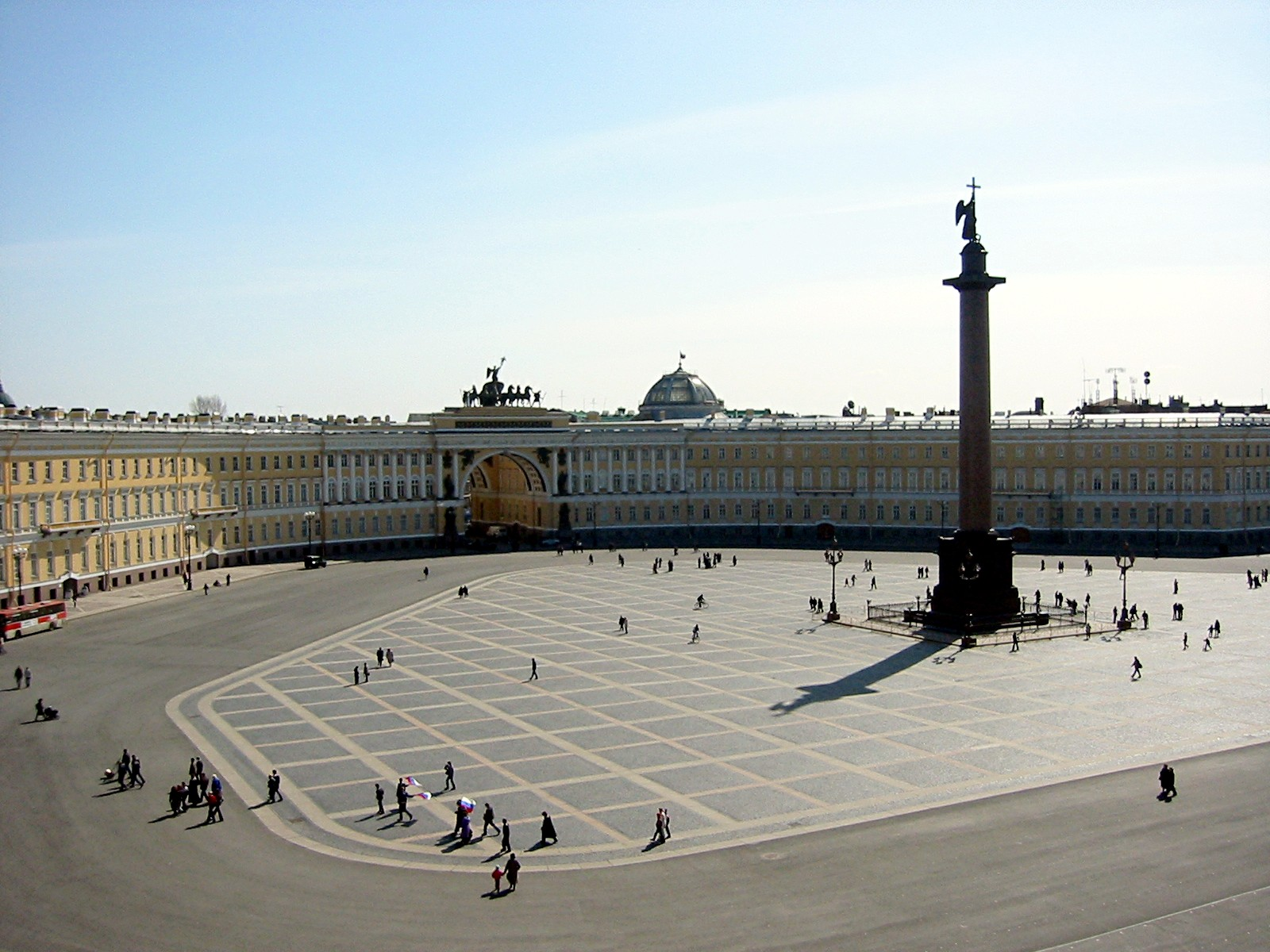
A Palota tér a Vezérkar épületével, az Ermitázsból felvéve

- A Palota tér kialakítása az olasz származású, de sokáig Oroszországban élt Carlo (Karl) Rossi nevéhez fűződik. A Téli palota hátsó homlokzata a Palota térre néz, vele szemben emelkedik a Vezérkar hatalmas, félkör alakú tömbje, melynek két szárnyát diadalív köti össze. Több régi ház lebontásával, illetve átépítésével, Rossi tervei alapján készült 1819–1829 között. A tér közepét az egyetlen tömbből faragott híres Sándor-emlékoszlop díszíti, Auguste Montferrand alkotása (1830–1834).
- A Dekabristák terének keleti oldalát az Admiralitás foglalja el. A nyugati oldalon a Szenátus és a Szinódus erőt és magabiztosságot sugárzó, monumentális épületcsoportja szintén Carlo Rossi alkotása (1829–1834). A tér közepén I. Péter emlékműve áll, melyet II. Katalin emeltetett 1782-ben (Étienne-Maurice Falconet, (1716–1791). A Puskin által is megénekelt "Bronzlovas" a város szimbóluma lett.

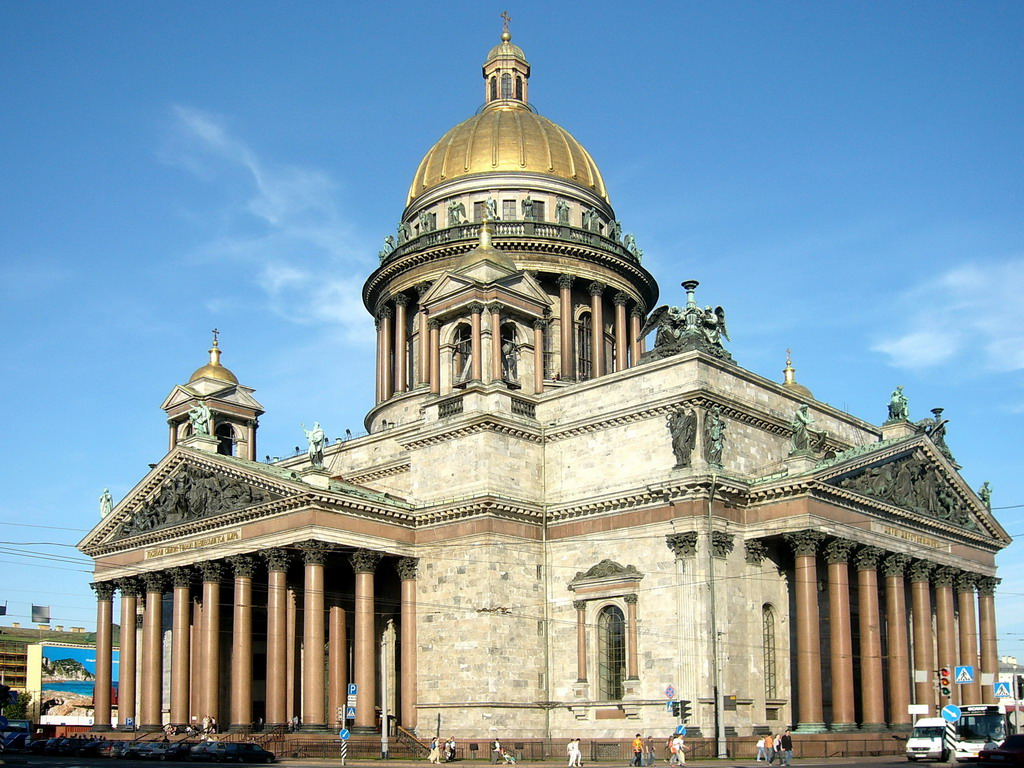
Az Izsák-székesegyház

- Az Izsák tér központi részét a térnek nevet adó Izsák székesegyház hatalmas tömbje uralja (1818–1858). Építését I. Sándor cár rendelte el és az akkor szinte ismeretlen francia építészre, Auguste Montferrand-ra bízta (1786–1858). A 100 méternél magasabb, méreteiben, arányaiban és művészi megformálásában egyaránt csodálatraméltó bazilika elkészülése után a város főtemploma lett. A szovjet időszakban, 1928-ban államosították és múzeummá alakították.
- A korszak vezető építésze, Carlo Rossi munkássága nemcsak a központi terekre, hanem Szentpétervár más pontjaira is kiterjedt.  Az általa tervezett Mihály-palota (1819–1825) a város egyik legszebb klasszicista épülete. A század végén, 1895-1898 között belső tereit ugyan átépítették, de külseje lényegében változatlan maradt. Falai között rendezték be az Orosz Múzeumot.

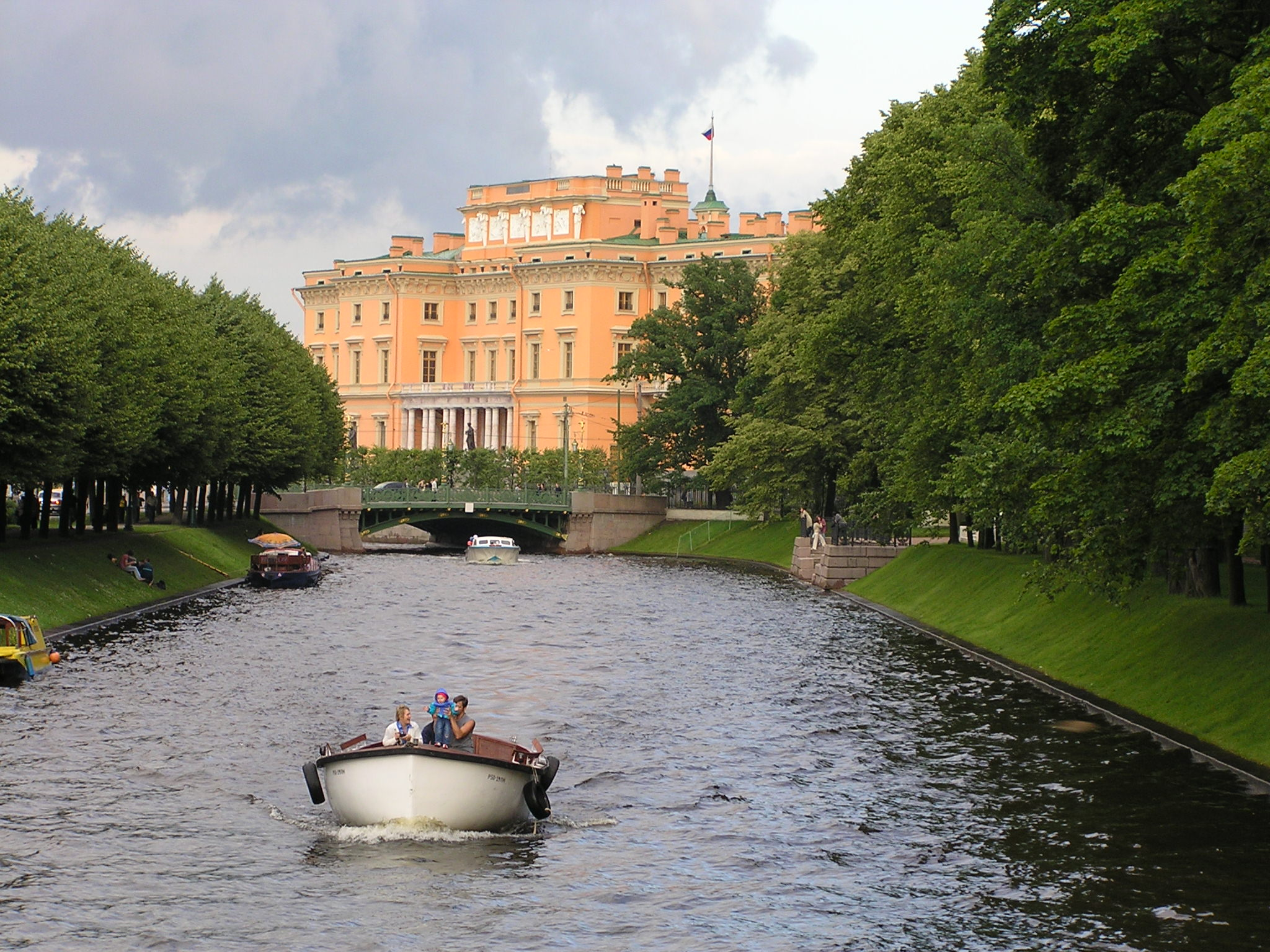
A Mojka, háttérben a Mérnök-kastély

- A 4,5 km hosszú Nyevszkij proszpekt a város leghíresebb főútja. Az Admiralitástól az Alekszandr Nyevszkij-kolostorig tart és lényegében a 18. század közepére alakult ki. A 19. század elején már itt állt a városi Duma épülete (G. Quarenghi, 1784), a fentebb említett Sztroganov-palota, aKereskedőudvar és a Kazanyi-székesegyház. A főút egységes arculatának és környékének későbbi megformálásában Rossi tevékenységének is fontos szerepe volt. Az ő munkája a korábban készült Anyicskov-palota (a szovjet időszakban Úttörőpalota) homlokzati kiképzése a Nyevszkij és a Fontanka-csatorna találkozásánál (1817-1818); a Puskin Színház (eredeti nevén: Alekszandrina Színház) megépítése és környékének rendezése a sugárút és az Osztrovszkij tér között (1828-1832); valamint a magáról Rossiról elnevezett utca több épülete, melyekben később művészeti intézmények kaptak helyet.

## Vizek városa

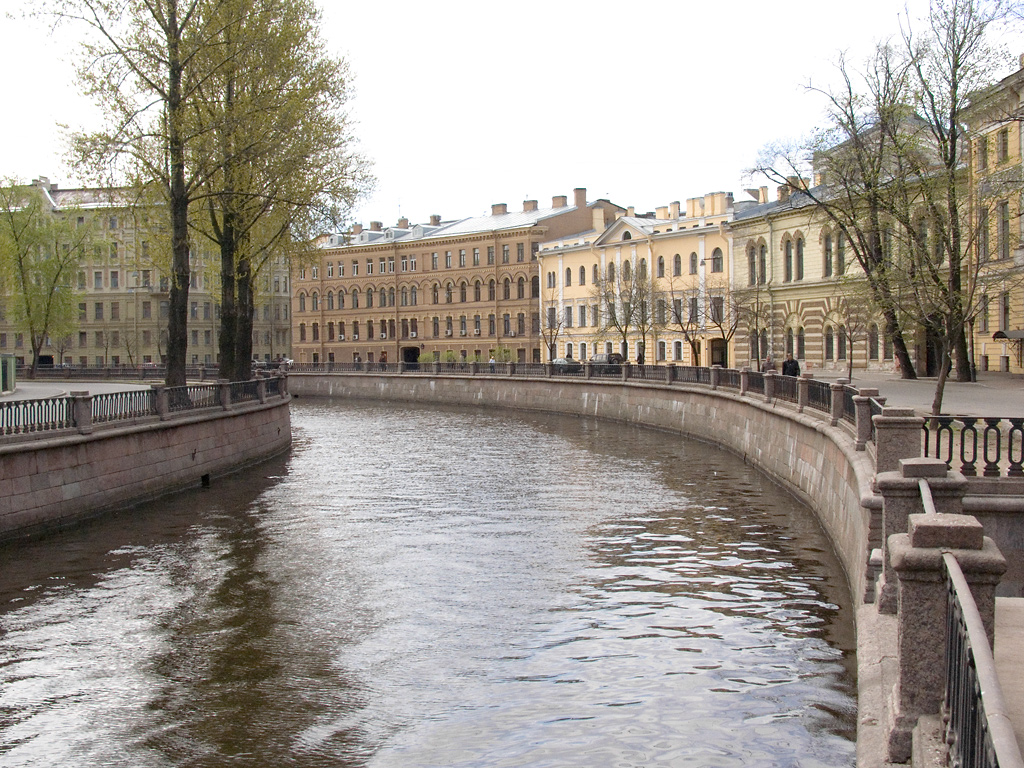
A Gribojedov-csatorna

A városkép lényeges részei a történelmi városközpontot átszövő kisebb folyóágak és csatornák. I. Péter idejében a Néva-delta egyik rövid folyóága, a Mojka képezte a település déli határát; az 1760-as évektől már az ennél jóval délebbre kialakított Fontanka-csatorna, mely forgalmas víziútként is szolgált; 1805-ben pedig még délebbre tolták a határt, ezért létesítették az Obvodnij- (Megkerülő-) csatornát. A nagyszabású városrendezési munkák részeként az 1760-as években megkezdődött a rakpartok kiépítése. A 18. század végére a Néva rakpartjai lényegében már kialakultak. A folyóágak, csatornák partjait is gránitlapokkal burkolták, díszesen megformált védőkorlátokkal látták el.
A város területén (az elővárosokat nem számítva) 342 híd van, közülük 22 felnyitható. 1850-ben készült el az első állandó híd a Nagy-Néván, a Blagovescsenszki-híd (neve a szovjet időszakban: Schmidt hadnagy hídja). A város legszebb hídjai között tartják számon a Nyevszkij sugárúton az Anyicskov-hídat (1841-1842, átépítve 1906-ban), melyet az itteni egykori fahíd építőjéről neveztek el, és a Fontankán átívelő négykupolás tornyokkal ellátott Lomonoszov-hídat (1787). A kiépített rakpartok mentén egymás mellett sorakozó lakóházak, a csatornák fölött átívelő apró hidak ugyanúgy jellemzik a régi városnegyedeket, mint a Néva-part díszes palotái.

## Veszélyek
2005-2007 között a városi építkezések során több régi épületet elbontottak a történelmi központban. Köztük volt a híres Preobrazsenszki gárdaezred kaszárnyája és a Nyevszkij sugárút öt épülete is. A készülő nagyszabású városépítési tervek, illetve a már felhúzott új épületek alkotói nem mindig veszik figyelembe a városközpont védett értékeit, esetenként megzavarják a történelmileg kialakult egységes arculatot. Ezekre a veszélyekre az UNESCO illetékes bizottsága is felhívta a figyelmet.

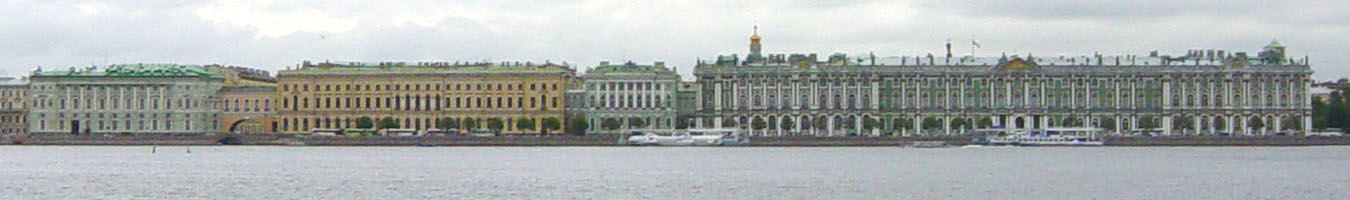
Az Ermitázs a Néva felől, jobboldalt a Téli palota

## Külső hivatkozások
- Szentpétervár.lap.hu - linkgyűjtemény
- A Sándor-oszlop